# Alastor mocsaryi
Alastor mocsaryi är en stekelart som först beskrevs av André 1884.  Alastor mocsaryi ingår i släktet Alastor och familjen Eumenidae. Inga underarter finns listade i Catalogue of Life.